# .apm
.apm, Arachne Plugin Manager är plugins till webbläsaren Arachne. De kan bestå antingen av externa program som ex. QuickView (för film och musik), PDF2TXT (för PDF-filer) eller interna så kallade DGIs för att förändra hur Arachne agerar vid olika länkar.
Filerna är egentligen ARJ-filer med en speciell kommandofil som apm.exe (eller apm32.exe) läser in för att kunna ställa in Arachne konfigurationsfiler korrekt.